# Fernando de Rojas

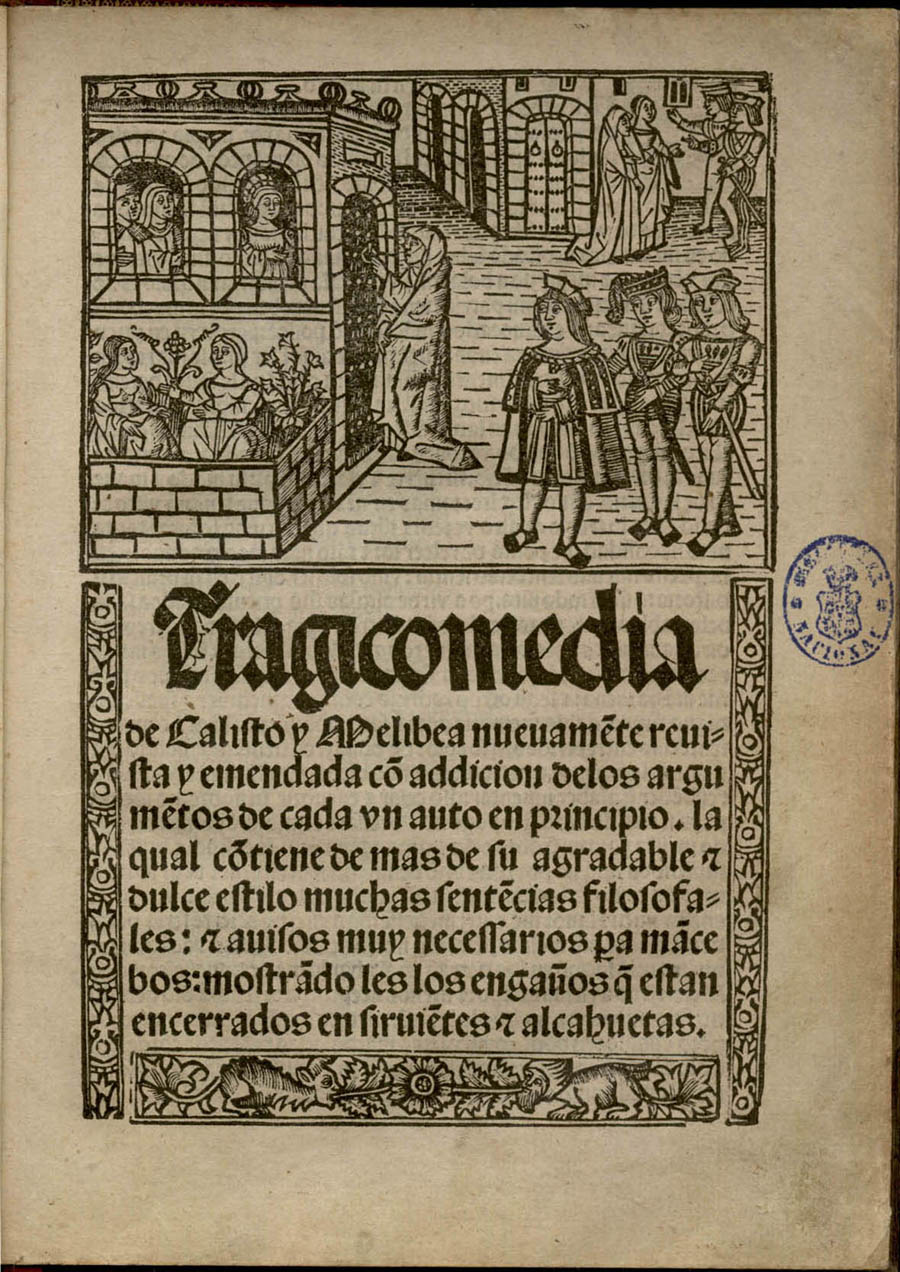
La Celestina av Fernando de Rojas.

Fernando de Rojas, född omkring 1475 i La Puebla de Montalbán, död i april 1541 i Talavera de la Reina, var en spansk rättslärd och författare.
Rojas, som var alkald i Salamanca, har vunnit ryktbarhet genom sin Tragicomedia de Calisto y Melabea, mera känd under titeln La Celestina. Arbetet, som antagligen först publicerades 1499 i Burgos, är mer en dialogiserad roman än ett scenstycke. Första akten har tillskrivits Juan de Mena eller Rodrigo Cota, men senare forskningar sätter utom tvivel, att hela arbetet är av Rojas. Trots lån från Juan Ruiz är "La Celestina" ett originellt och unikt mästerverk i sitt slag, ett verkligt grepp på livet. Rojas har här givit urtypen för Calderóns "gracioso", förebilden för Lope de Vegas "Dorotea" och så vidare ända fram till Shakespeares "Romeo och Julia". "La Celestina" vann från första stund stormande bifall, är tryckt i många upplagor och översatt till många språk.